# Sutra della Meditazione del Bodhisattva Samantabhadra
Il Sūtra della Meditazione del Bodhisattva Samantabhadra (觀普賢菩薩行法經, Guān Pǔxián púsà xíngfǎ jīng, lett. "Sūtra esposto dal Buddha sulla pratica della Via attraverso la contemplazione della bontà del Bodhisattva che tutto abbraccia", anche  普賢經 Pǔxián jīng; giapponese: Kan Fugen bosatsu gyōhō kyō, anche Fugen Kyō; coreano: 관보현보살행법경, Kwan Pohyŏn posal haengbŏp kyŏng) è un sūtra buddista mahāyāna contenuto nel Canone cinese, segnatamente nella sezione Fǎhuābù al T.D. 277, 9.389-394. 
Secondo alcune antiche tradizioni del Buddismo cinese e del Buddismo giapponese è inteso essere l'epilogo aggiunto al Sutra del Loto, di cui rappresenta la continuazione del suo ultimo capitolo, il XXVIIII, e, unitamente al  Sutra dell'Infinito Significato (無量義經, pinyin: Wúliángyì jīng, giapp.: Muryōgi Kyō, T.D. 276, 9.383b-389b), ne costituisce una delle tre parti. 
La traduzione dal sanscrito al cinese di questo sūtra è attribuita al monaco kashmiro Dharmamitra (曇摩蜜多, anche 法秀; IV-V secolo d.C.), il testo in lingua sanscrita è andato perduto.
Il contenuto del sūtra consiste nella descrizione degli insegnamenti del Buddha Śākyamuni, a tre mesi dal suo parinirvāṇa, quando, nel ritiro monastico di Vaiśālī, invita i suoi discepoli a meditare sulle pratiche proprie del bodhisattva Samantabhadra pentendosi in questo modo dei peccati commessi dal proprio corpo-mente.